# Conyza setulosa
Conyza setulosa là một loài thực vật có hoa trong họ Cúc. Loài này được F.Phil. ex Phil. mô tả khoa học đầu tiên năm 1894.